# Bia Ferreira
Bia Ferreira (Carangola, 19 de abril de 1993) es una cantante, compositora, multiinstrumentista y artivista brasileña.

## Trayectoria
Hija de una familia evangélica tradicional, su madre era cantante, directora de coro, pianista y profesora de canto. Ferreira estudió música desde niña. A los 3 años comenzó a estudiar piano y posteriormente ingresó en el Conservatorio Brasileño de Música.
El piano fue su base musical hasta que comenzó a adoptar la guitarra. Ferreira también domina otros 24 instrumentos musicales, como bajo eléctrico, cavaquinho, atabaque, djembé y batería. Alrededor de los 12 años, la cantante escribió su primera canción; pidiendole a Dios no ser lesbiana, una angustia resultante de su educación religiosa.
Comenzó sus actividades musicales en 2009, a la edad de 15 años, en la ciudad de Aracaju, Sergipe, donde fue criada por su familia después de un período en Piracicaba, São Paulo. Fue en esa época cuando empezó a aprender sobre temas como el feminismo negro y lésbico.
Se fue de casa temprano y estuvo viajando por Brasil haciendo autostop y tocando en la calle; para obtener más ingresos, comenzó a desarrollar diferentes formas de tocar, como tocar detrás de la cabeza o con una sola mano.
"Cota Não É Esmola", “ La cuota no es caridad”, y "Não Precisa Ser Amélia" “ No tienes que ser Amelia”, fueron compuestas en 2011 y se convirtieron en algunos de sus grandes éxitos porque involucraban temas vinculados al entonces inédito sistema de cuotas en el SISU y cuestiones estrechamente vinculadas a la subordinación de las mujeres negras en Brasil. Ferreira considera su música como Música de Mujeres Negras (MMP), ya que es un foco indispensable en su material. "La Cuota No Es Caridad" se ha convertido en lectura obligatoria para los exámenes de ingreso a la Universidad de Brasilia, la Universidad Federal de Minas Gerais y la Universidad Federal de Paraná, así como para el material estudiantil del sistema SESI-SP.
Su música, que ella define como "MMP - Música de la Mujer Negra", trata temas como el feminismo, el antirracismo y la LGBTfobia. Ella afirma que su música está hecha para generar una “incomodidad” que genere “movimiento”, al mismo tiempo que se preocupa de hacer la música lo suficientemente agradable para que sus mensajes no terminen siendo rechazados. Sus letras han sido consideradas "escrevivência", concepto de Conceição Evaristo. Su primer álbum, Igreja Lesbiteriana, Um Chamado, contiene elementos de soul, reggae, blues, funk, R&B y góspel. Algunas de sus influencias son Angela Davis, Assata Shakur, Leci Brandão, Conceição Evaristo, Erica Malunguinho, Preta Rara, Eva Rap Diva, Sueli Carneiro, Audrey Lorde, Manu Coutinho de Aracaju, Jaemia, Laine Almeida, Anaia, Débora Ambrosia, Bruna Amara, Luz Ribeiro, Dani Monteiro, Talíria Petrone, Ellen Oléria, Kimani, Mel Duarte, Kelly Estácio, Preta Ferreira, Luciane Dom, Renata Souza, Carol Daffara, Ryane Leão, Sueide Kinté y Nara Couto.
Su primer álbum fue una grabación en vivo en el Estúdio Showlivre, lanzado en noviembre de 2018. También en 2018, participó en el Festival Lula Livre y en el documental Mil Mujeres, de Rita Toledo, junto a las artistas Lena Chen (estadounidense), Florencia Duran (uruguaya) y Ana Luisa Santos (brasileña). También participó del proyecto Sofar Sounds Curitiba Apresenta el 27 de septiembre de 2018.
Desde 2013, Ferreira invirti'o su dinero en su primer álbum de estudio, Igreja Lesbiteriana, Um Chamado, que no sali'o hasta el 13 de septiembre de 2019. El álbum ya había sido grabado tres veces antes, pero los lanzamientos nunca se concretaron; la oportunidad final llegó en abril de 2018, cuando conoció al productor Vinícius Lezo. Las letras del álbum están escritas y cantadas utilizando conceptos de rogramación neurolingüística que, según Ferreira, ayudan al cerebro a asimilar mejor el mensaje de su música. El álbum fue precedido por el sencillo "De Dentro do AP", cuyo video contó con producción 100% femenina, elenco 100% negro y una sección con recitación de poesía de Thata Alves. La iglesia a la que se refiere en el título se refiere a un lugar de acogida para personas que, según las iglesias pentecostales y protestantes, no son amadas por Dios.
En 2019, realizó una gira por Europa; en una entrevista con un portal alemán, afirmó que bajo el gobierno de Jair Bolsonaro, "muchas de mis giras han sido canceladas y la policía me amenaza porque no les gusta lo que digo". También en 2019, Ferreiro reemplazó a la actriz Larissa Luz en el papel de Elza Soares en las presentaciones del musical Elza en São Paulo.
El 29 de agosto de 2020 realizó un espectáculo en la Fundação Espaço Cultural da Paraíba como parte de las celebraciones del Día de la Visibilidad Lésbica.
El 1 de octubre de 2020 lanzó el videoclip "Boto Fé". Inicialmente, se emitió un video falso a propósito el 25 de septiembre, mostrando a Ferreira en el año 2035 hackeando el sistema para emitir el video "correcto" en la nueva fecha; la campaña para publicitar el trabajo incluyó una carta escrita como si fuera 2035, un año en el que la humanidad estaría gobernada por robots y satélites y los recursos naturales se habrían agotado. La pista fue realizada en colaboración con el cantante rapper de Brasil BNegão.
Desde el inicio de la pandemia de COVID-19, Ferreira ha estado preparando su segundo álbum de estudio, que será lanzado por Natura Musical y distribuido por Altafonte Brasil. En espectáculos más recientes, como los del 2021, ha adoptado letras más enfocadas en ofrecer soluciones a los problemas que anta;o denunciaba; según ella, esto es parte de una estrategia de "presentar el afecto como una tecnología de supervivencia y la información como la clave para la liberación de las personas negras, indígenas, LGBTQIA+ que sufren cualquier tipo de opresión".
En diciembre de 2021, cocreó el tema "Olhares Cruzados" a través de la plataforma Influência Negra para una campaña publicitaria del mismo nombre de la marca Dove.
El 10 de marzo de 2022, lanzó la canción "Agora Vai", en asociación con Xamã y Lia Clark, que trata el empoderamiento financiero.

## Discografía
- En vivo (2018)
- Iglesia Lesbiteriana, Un Llamado (2019)
- Hambriento (2022)

### Individual
- Te amo (2018)
- Filosofía (2018)
- Desde dentro de AP (2019)
- Enciende la luz (2020)
- Esa chica (en directo en el Palacio de las Artes) (2021)
- Improvisación (2021)
- Dos Dedin (2022